# Цаоцзє
ГЕС Цаоцзє (草街航电枢纽) — гідроелектростанція на півдні Китаю у провінції Сичуань. Знаходячись після ГЕС Tóngzǐháo, становить нижній ступінь каскаду на річці Цзялін, лівій притоці Дзинша (верхня течія Янцзи).
У межах проекту річку перекрили бетонною греблею довжиною 665 метрів, яка утримує водосховище із об'ємом 221,8 млн м3 та нормальним рівнем води на позначці 203 метри НРМ. Біля лівого берега в греблі облаштований судноплавний шлюз із розмірами камери 280х28 метрів, до якого прилягає машинний зал. Основне обладнання станції становлять чотири пропелерні турбіни потужністю по 125 МВт, які забезпечують виробництво 2018 млн кВт-год електроенергії на рік.